# Drosophila flavimedifemur
Drosophila flavimedifemur este o specie de muște din genul Drosophila, familia Drosophilidae, descrisă de Zhang și Masanori Joseph Toda în anul 1988. Conform Catalogue of Life specia Drosophila flavimedifemur nu are subspecii cunoscute.